# Gedit
gedit (Kurzform für Gnome Editor) ist ein UTF-8-kompatibler freier Texteditor für die Desktop-Umgebung Gnome. Er baut auf den Gnome- und GTK-Bibliotheken auf. Mit Unterstützung für das virtuelle Dateisystem gio in GLib, Gnome Hilfesystem und Drag and Drop mit anderen Gnome-Programmen integriert er sich in die GNOME-Umgebung. Verschiedene Dateien können in separaten Registerkarten simultan bearbeitet werden.
Die erste Version des Programms erschien im April 1998. Das Ziel war, für das kurz zuvor gestartete Gnome-Projekt einen dazugehörigen Texteditor bereitzustellen. Der Texteditor ist mittlerweile auch für Windows-Nutzer verfügbar.

## Funktionen
gedit ermöglicht bereits im Lieferumfang mittels GtkSourceView die Syntaxhervorhebung für C, C++, CSS, Java, HTML, XML, Python, Perl, PHP sowie einer Reihe weiterer Programmier- und Skriptsprachen. Zudem ist es möglich, mittels einer XML-formatierten Datei Sprachdefinitionsdateien selbst zu erstellen und solche von Drittentwicklern nachzuinstallieren, wie beispielsweise für die Mediawiki-Wikitext-Syntax.
Von Benutzern und Programmierern werden eine Vielzahl von Plugins bereitgestellt, wie etwa Autovervollständigung für LaTeX-Dokumente oder eine Python-Shell. Im Februar 2010 wurde ein Plugin entwickelt, das kollaboratives Schreiben ermöglicht. Es baut dabei auf der gleichen Programmbibliothek auf wie der Texteditor Gobby.
Auf Basis von gedit wurde 2003 der Editor gPHPEdit erstellt, der neben PHP auf HTML und CSS spezialisiert ist.

## Entwicklungsgeschichte
Die ersten zwei Stellen der Versionsnummer orientieren sich an Gnome.
| Version                                                | Veröffentlichung   | Anmerkung |
| ------------------------------------------------------ | ------------------ | --- |
| 0.9.0                                                  | 9. Juli 2000       | Viele Fehler wurden behoben; ein Plugin-Manager wurde hinzugefügt; das Shell Output-Plugin wurde hinzugefügt. |
| 2.10.0                                                 | 8. März 2005       | Die aktuelle Zeile wird hervorgehoben; zusammengehörende Klammern werden hervorgehoben; die Startzeit wurde reduziert. |
| 2.20.0                                                 | 17. September 2007 | Erstes Release der neuen stabilen Serie, die Teil von Gnome 2.20 sein wird. gedit ist nun von GtkSourceView 2.0 abhängig und bietet deshalb verbessertes Syntax-Highlighting. |
| 2.30.0                                                 | 29. März 2010      | Es wurden viele Fehler behoben und kleine Verbesserungen durchgeführt. Die Konvertierung der Zeichenkodierung wurde verbessert. |
| 2.91.11                                                | 26. März 2011      | Es wurden viele Fehler behoben und kleine Verbesserungen durchgeführt. Einige Übersetzungen kamen nach 2.30 dazu. |
| 3.0.0                                                  | 4. April 2011      | tar-ustar ersetzt tar-pax um die OpenBSD-Kompatibilität zu gewährleisten; der User kann nun durch die Suchergebnisse mit der Pfeil-hoch/runter-Taste scrollen. Folgende Übersetzungen wurden verbessert: Tschechisch, Spanisch, Japanisch, Slowakisch; folgende Übersetzungen wurden hinzugefügt: Uigurische Sprache, Gallische Sprache. |
| 3.2.0                                                  | 26. September 2011 | Verwendung von besseren Icons, sowie CSS im Such-Popup. Verbesserte Hilfe-Integration |
| 3.4.0                                                  | 26. März 2012      | Der Applikationsstart wurde beschleunigt. Der Mac-OS-X-Port wurde aktualisiert und die Arbeiten am Windows-Port wurden wieder aufgenommen. Außerdem wurden diverse Übersetzungen verbessert. |
| 3.6.0                                                  | 24. September 2012 | Das Snippets-Plugin wurde verbessert. Die Eingabe von großen Zeilennummern über die Kommandozeile wurde optimiert, und diverse Übersetzungen wurden verbessert. |
| 3.8.0                                                  | 25. März 2013      | Das Applikationsmenü integriert sich nun vollständig in Gnome Shell. Die Animationen der Such- und Benachrichtigungsleiste wurden verbessert. |
| 3.10.0                                                 | 24. September 2013 | Neuer Highlighting-Dialog. Verwendung der Search and Replace API von GtkSourceView. Anzeige der Suchergebnisanzahl. |
| 3.12.0                                                 | 24. März 2014      | Radikale Änderung der Benutzeroberfläche. Überarbeitung des Vollbildmodus. Entfernung veralteter API. Öffnen des letzten geschlossenen Tabs mit STRG+UMSCHALT+T. |
| 3.14.0                                                 | 22. September 2014 | Verbesserungen der Portierungen auf Mac OS X und Windows. Erneute Überarbeitung der Header-Bar. Verwendung der Popover-Menüs für die Status-Bar. |
| 3.16.3                                                 | 18. Mai 2015       | |
| 3.22.1                                                 | 30. August 2017    | |
| 40.0                                                   | 19. März 2019      | |
| 48.1                                                   | 07. Dezember 2024  | Mehrere Plugins entfernt und erneuert. Bugfix für Wayland Bildschirm Maximierung. |
| Legende:Alte VersionAktuelle VersionZukünftige Version |                    | |

## Pluma
Pluma ist ein Fork von gedit. Dieser erfolgte im Zuge der Entwicklung des MATE Desktop Environment, das ein Fork von Gnome 2 ist. Der Name „Pluma“ ist das lateinische Wort für „Feder“ und lehnt sich an deren historischer Nutzung als Schreibgerät an.